# بعیا
بعیا  یک منطقهٔ مسکونی در قطر است که در الریان (شهرداری) واقع شده‌است.
 بعیا ۴٫۷ کیلومتر مربع مساحت دارد.